# Carburo de vanadio
El carburo de vanadio, VC, es un compuesto químico del grupo de los carburos formado por carbono y vanadio. Es material cerámico refractario muy duro, 9-9.5 Mohs, posiblemente el carburo metálico más duro.

## Propiedades
El carburo de vanadio tiene apariencia de polvo metálico gris con estructura cúbico cristalina. Es químicamente estable y tiene una excelente comportamiento a alta temperatura. El carburo de vanadio se puede formar en la orientación (111), empleando pulverización catódica por radiofrecuencia de magnetrón. A pesar de que el carburo de vanadio es una cerámica termodinámicamente muy estable, a temperaturas superiores a 900 °C la energía favorece la formación de V2C (CAS :12542-39-1, punto de fusión 2165 °C) que tiene una estructura cristalina seudo-hexagonal.

## Producción
El carburo de vanadio, se puede obtener por reacción de vanadio o pentóxido de vanadio con carbono.

## Aplicaciones
El carburo de vanadio debido a su alta dureza y resistencia a las altas temperatura se emplea en brocas y plaquetas de corte. También aparece en aleaciones como inhibidor del crecimiento de grano, para revestimientos de superficies y cermets, solo o junto con carburo de wolframio WC. Esta mezcla mejora las características del cermet.